# 富安風生

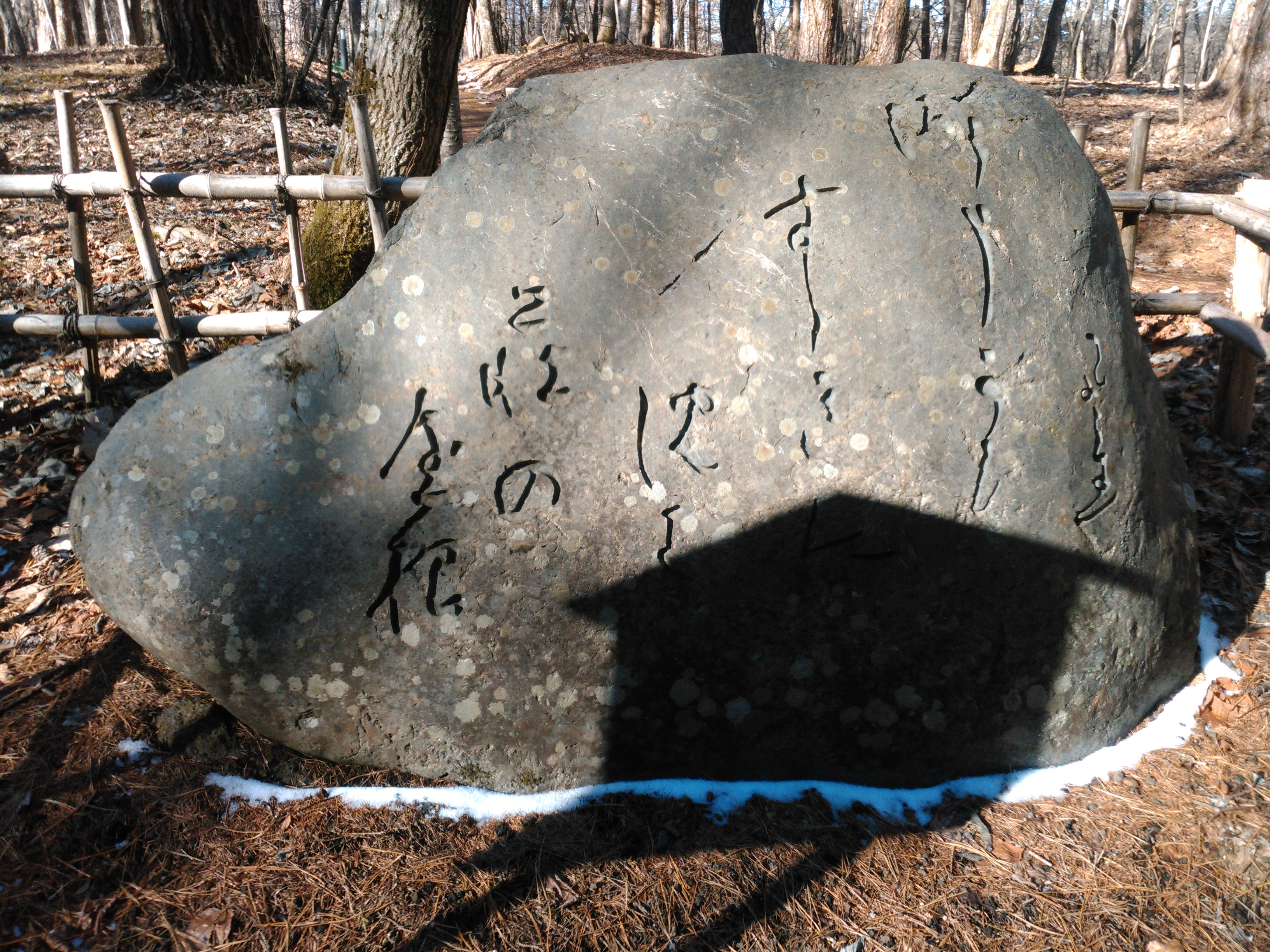
富安風生句碑『湖浮び 芒に沈む 荘の屋根』
（山中湖村・文学の森）

富安 風生（とみやす ふうせい、1885年（明治18年）4月16日 - 1979年（昭和54年）2月22日）は、日本の俳人。本名は謙次。高浜虚子に師事。逓信省に勤めながら俳誌「若葉」を主宰。温和な作風で知られた。愛知県出身。

## 経歴
愛知県八名郡金沢村（現在の豊川市金沢町辺り）生まれ。豊橋町立豊橋尋常中学時習館、第一高等学校、東京帝国大学法科大学卒業。卒業後は逓信省に入り、のち逓信次官。1912年に平塚の杏雲堂で療養。
俳句をはじめたのは遅く、1918年、34歳のとき福岡貯金支局に支局長として赴任した時期に吉岡禅寺洞の手引きを受けたことに始まる。翌年に福岡に来た高浜虚子に接し、「ホトトギス」に投句。同年に本省に転勤。1922年に東大俳句会の結成に関わる。
1928年（昭和3年）、逓信省内の俳句雑誌「若葉」の選者となり、のちに主宰誌とする。岸風三楼、菖蒲あや、清崎敏郎、加倉井秋を、岡本眸らを育てた。また「ホトトギス」の僚誌「破魔弓」が同年7月号から改題により「馬酔木」となった際には、水原秋桜子らとともに同人のひとりであった。
1929年（昭和4年）、「ホトトギス」同人。1936年（昭和11年）、逓信次官の職を辞して官界を引退、「句作三昧の生活」に入る。
1941年（昭和16年）12月24日、大政翼賛会の肝いりで開催された文学者愛国大会に参加し、俳句の朗読を行うなど時流に沿った活動も行った。
戦後は電波監理委員会委員長を務めた。1971年（昭和46年）、日本芸術院賞受賞、日本芸術院会員となる。1979年（昭和54年）、動脈硬化症と肺炎により死去、94歳。「若葉」主宰は清崎敏郎が継いだ。墓所は小平霊園(41-1-9)。

## 句作
句風は中道的で、東大俳句会では水原秋桜子や高野素十らの持つ熱気に対しやや老成していた。高浜虚子は風生の第一句集『草の花』の序に寄せて、風生の句を「中正・温雅」とし「穏健・妥当な叙法」と評している。
山本健吉は著書『現代俳句』において、秋桜子や山口誓子、中村草田男らが仕事の傍ら行っていた俳句への打ち込みが余技の域を脱していたのに対し、富安のそれは「どこまで行っても、余技としてたしなむ遊俳の感じがつきまとう」と評した。大輪靖弘は風生の特徴を、厳選された言葉で的確に対象を描き出すところにあり、「わからせるための表現」を避けることでかえって意味の広がりを作っているとしている。
代表的な句に「みちのくの伊達の郡の春田かな」「まさをなる空よりしだれざくらかな」など。「よろこべばしきりに落つる木の実かな」といった軽妙な句もあり、「ホトトギス」を除名された杉田久女はこの句を皮肉って「喜べど木の実も落ちず鐘涼し」というパロディ句を作った。また風生は1934年に「何もかも知つてをるなり竈猫」という句を作っている。「竈猫」は風生の造語であったが、この句が虚子に認められたことで「竈猫」が新季語として登録されることとなった。
富安はまた植物に詳しかったため、「植木屋の富安」の意で「植富」のあだ名で呼ばれた。師である虚子との信頼関係も厚く、虚子は1938年にともに避暑に出かけた際の出来事をもとに「風生と死の話して涼しさよ」という句を作っている。なお小澤實にこの句を本歌取りした「虚子もなし風生もなし涼しさよ」という句がある。

## 俳句の館風生庵

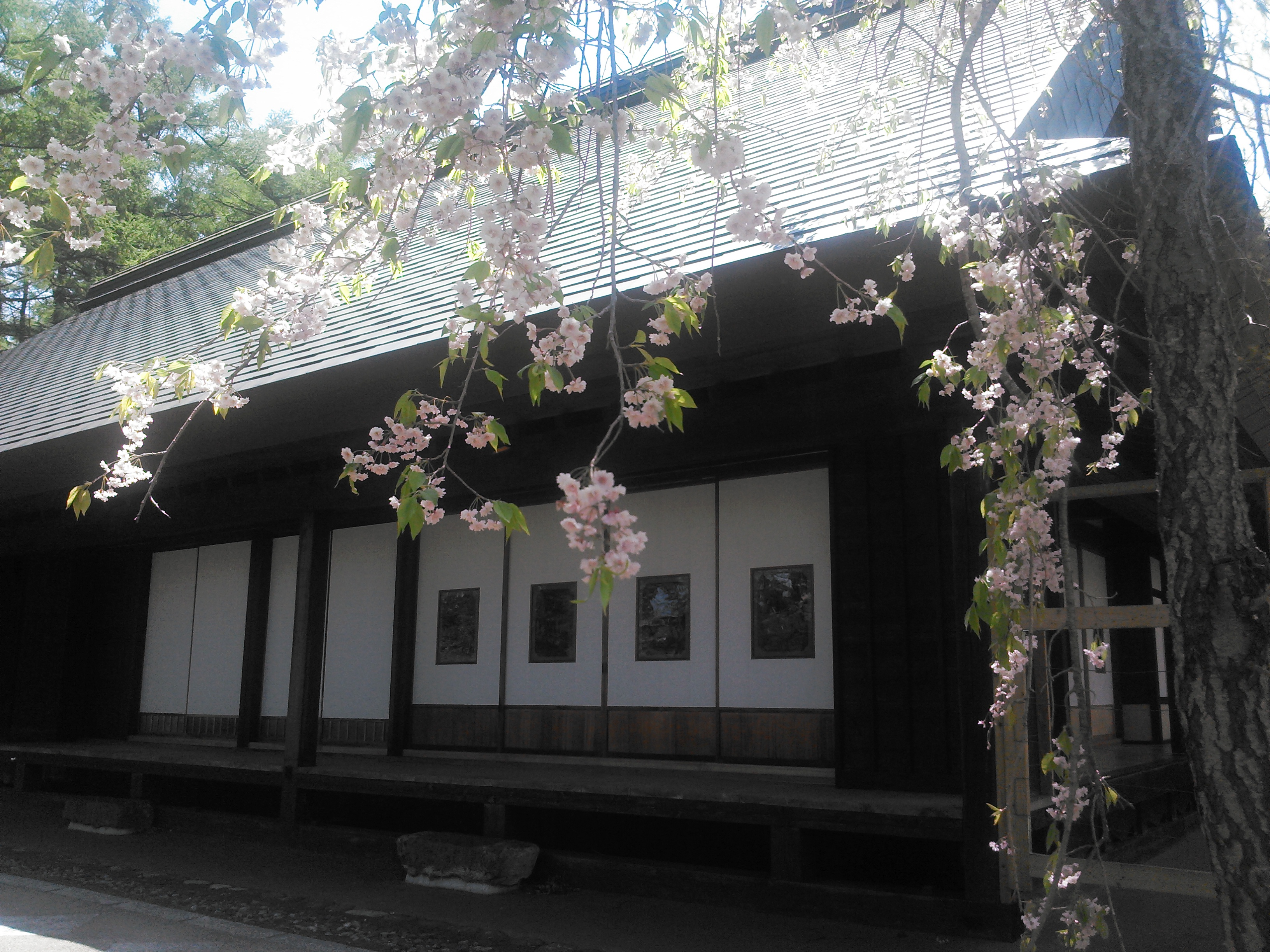
風生庵と桜

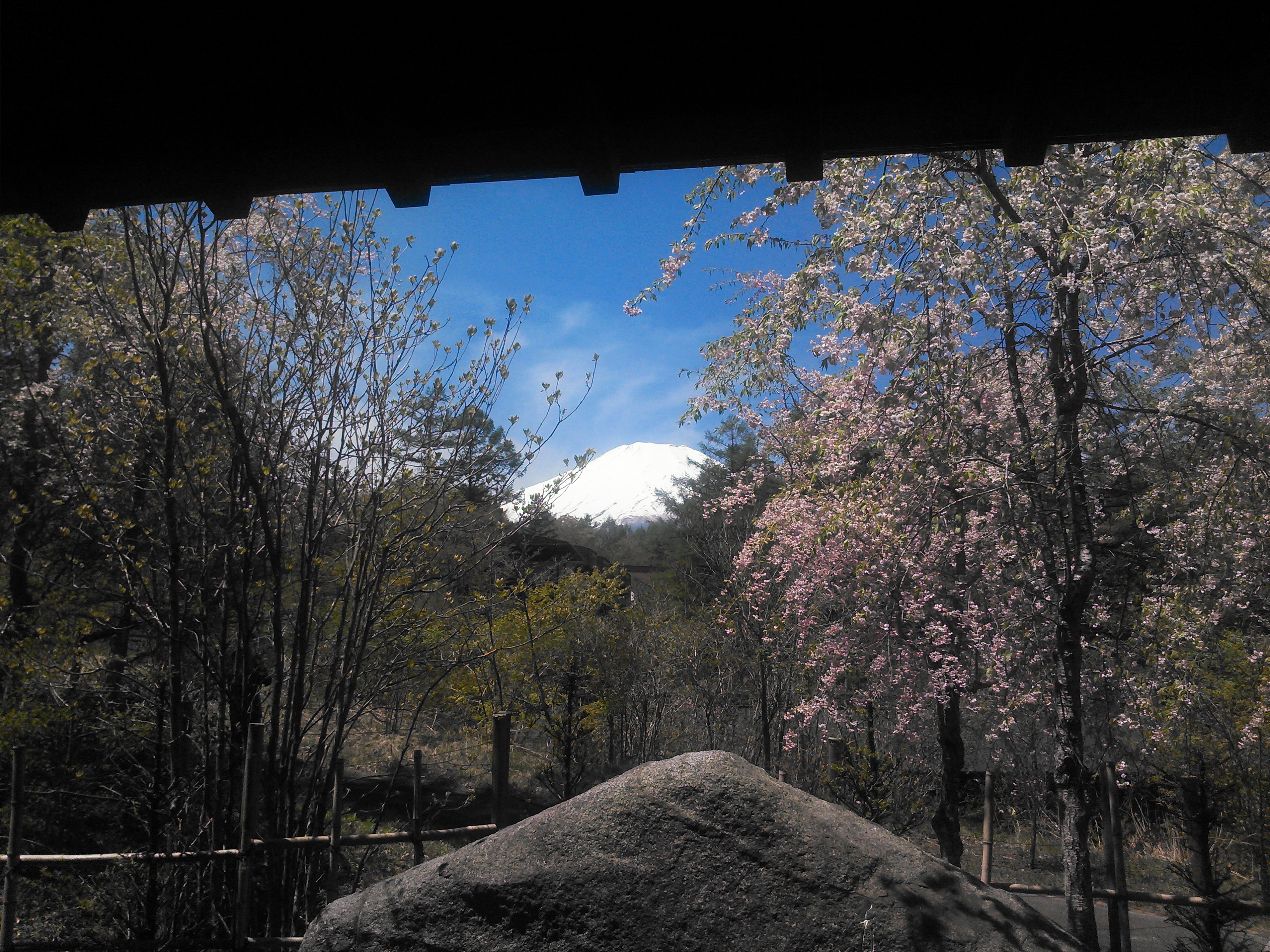
風生庵からの富士山の眺め

俳句の館風生庵（はいくのやかたふうせいあん）は、山中湖村平の地区に残る旧家旧天野傳長宅を古民家の保存と活用のために「文学の森公園」内に移築したものである。風生は昭和28年8月より旭日丘の湖畔の山荘を落葉松荘と命名し、昭和53年まで避暑地として毎夏山中湖で過ごし、山中湖村青年俳人のグループ「月の江会」の句会で選句、指導するとともに句を読んでいた。山中湖とのこうしたゆかりのある富安風生の部屋の一部を改築して、東京都豊島区池袋にあった旧風生氏宅の書斎の再現を試み「風生庵」と命名された。室内の家具類は風生の使用していたものであるが、建物自体は風生と関連性はない。建物内には風生に関連する収蔵品、褒章品、愛用品が展示されている。

## 栄典
- 1937年（昭和12年）6月7日 - 正四位[12]

## 著書

### 句集
- 草の花 竜星閣, 1933
- 十三夜 竜星閣, 1937
- 俳句文学全集 第2 富安風生篇 第一書房, 1938
- 春嶺 自句自解 河出書房, 1939
- 添刪本位俳句の作り方 三省堂, 1939
- 松籟 三省堂, 1940
- 草木愛 竜星閣, 1941
- 淡水魚 竜星閣, 1941
- 四季俳体 育英書院, 1942
- わが俳句鑑賞 ふたら書房, 1943
- 愛吟短評一人一句 文政社, 1944
- 霜晴 竜星閣, 1944
- 紫陽花 目黒書店, 1946
- 風生句話 六興出版社, 1947
- 俳句の作り方味はひ方 高山書院, 1947
- 星まつり 北信書房, 1947
- 俳句雑記 高山書院, 1947
- 春時雨 改造社, 1947
- 互選句集 水原秋桜子 文藝春秋新社, 1947
- 野菊晴 六興出版部, 1948
- 句評四季 風樹社, 1948
- 俳句の作り方 三省堂出版, 1950
- 朴若葉 新甲鳥, 1950
- 富安風生句集 角川文庫, 1952
- 晩涼 近藤書店, 1955
- 俳句 この愉しきもののために 近藤書店, 1956
- 古稀春風 竜星閣, 1957
- 郵政の俳句 批評と鑑賞 通信教育振興会, 1958
- 興津帖 田中明, 1964
- 傘寿以後 東京美術, 1968
- 富安風生句集 白凰社, 1969
- 富士百句 春秋会, 1969
- 米寿前 東京美術, 1971
- 風生編歳時記 東京美術, 1971
- 冬うらら 東京美術, 1972
- 年の花 竜星閣, 1973
- 俳句読本 東京美術, 1973
- 鑑賞五十年 東京美術, 1975
- 富安風生集 老の春 求竜堂, 1977
- 富安風生全句集 角川書店, 1977
- 富安風生集 俳人協会, 1978 (自註現代俳句シリーズ)
- 俳句鑑賞東海風物 エフエム愛知, 1979
- 走馬燈 竜星閣, 1982
- 富安風生全集 講談社, 1992